# Alerus Center
O Alerus Center é um estádio localizado em Grand Forks, Dakota do Norte, Estados Unidos, possui capacidade total para 21.000 pessoas, é a casa do time de futebol americano universitário North Dakota Fighting Hawks football da Universidade de Dakota do Norte. O estádio foi inaugurado em 1998 em substituição ao Memorial Stadium, o estádio é totalmente coberto.